# 海上挺進部隊
海上挺進部隊（かいじょうていしんぶたい）とは、太平洋戦争の末期に大日本帝国海軍（日本海軍）において編成された部隊である。

## 概要
海上挺進部隊は、連合艦隊（海軍総隊）によって1945年（昭和20年）5月20日に編成された、日本海軍最後の組織的行動が可能な水上艦部隊である。第三十一戦隊を基幹とする軍隊区分である。
大型艦艇が相次いで撃沈、大破、燃料不足等で航行不能となっていた状態の中、間近に迫っていた本土決戦に向けて編成された。秋月型駆逐艦・松型駆逐艦（丁型駆逐艦）・軽巡洋艦「北上」・峯風型駆逐艦「波風」が所属した。各艦は人間魚雷「回天」を搭載する。連合軍の本土上陸作戦が開始された場合は、決号作戦において、上陸中のアメリカ軍を奇襲攻撃する。しかし、戦隊は燃料不足の為に合同で訓練を行なうこともできず、呉港あるいは柳井付近の擬装泊地に繋留したまま、やむなく停泊訓練を行なうのみであった。日本の降伏により、海上挺進部隊が出撃する機会はなかった。

## 編成経緯
1945年（昭和20年）初頭の大日本帝国海軍は、レイテ沖海戦および多号作戦で多数の艦艇を喪失し、あるいは損害を受けた。残存した艦艇のうち、大型艦は軍港に繋留されて浮砲台化した。
駆逐艦を主力とする第二水雷戦隊・第三十一戦隊・第十一水雷戦隊は第二艦隊に所属して作戦可能であった。
4月7日、沖縄戦にともなう坊ノ岬沖海戦で第二艦隊旗艦「大和」が沈没、第二水雷戦隊も主力艦艇をうしなう。
連合艦隊はなおも「第三十一戦隊又ハ第十一水雷戦隊ノ突入計画ヲ計画中」であると言及した。
4月20日、大本営は第二艦隊・第一航空戦隊・第二水雷戦隊を解隊し、空母「葛城」を連合艦隊付属に、空母3隻（天城・龍鳳・隼鷹）を予備艦に指定する。また第三十一戦隊と第十一水雷戦隊を連合艦隊付属とした。さらに二水戦残存部隊を第三十一戦隊に編入した。
このうち第7駆逐隊は5月5日に解隊され、駆逐艦「潮」は連合艦隊付属に、駆逐艦「響」は新編の第105戦隊に編入されて旗艦となった。
一方、5月中旬以降には沖縄本島の陥落は時間の問題となり、本土決戦は現実味を帯びていた。海軍の攻撃方針は、すでに特攻作戦が基本となっていた。航空特攻はもちろん、水上特攻（特攻ボート震洋など）、水中特攻（人間魚雷回天、人間爆雷伏竜など）、あらゆる特攻兵器が準備もしくは投入されることになった。大本営海軍部（軍令部）が6月12日にまとめた「決号作戦ニ於ケル海軍作戦計画大綱（案）」によれば、作戦目的は「本土ニ来攻スル敵上陸船団ノ過半ヲ海上ニ撃破シ地上戦ト相俟テ敵ノ進攻企図ヲ挫折シ　以テ皇国ヲ悠久ニ護持スルニ在リ」で、作戦方針は以下のとおり。
一、　帝国海軍ハ其ノ全力ヲ緊急戦力化シ特ニ航空兵力ノ実動率ヲ画期的ニ向上セシムルト共ニ航空関係竝ニ水上水中特攻作戦準備ヲ促進ス　右作戦準備間　敵空襲ヲ予期シ極力本土所要ノ枢要部特ニ生産、交通竝ニ作戦準備ヲ掩護ス
二、　敵上陸船団本土ニ来攻セバ　初動約十日間ニ其ノ来攻隻数ノ尠クモ半数ハ之ヲ海上ニ撃破シ　残敵ハ地上ニ於テ掃滅シ得ル如クス
三、　前項作戦実施ニ当リテハ　爾他一切ヲ顧ミルコトナク航空水上水中特攻ノ集中可能全力ヲ以テ当面ノ撃滅戦ヲ展開スルモノトシ　凡百ノ戦闘ハ特攻ヲ基調トシテ之ヲ遂行ス
この大綱では作戦指導において「二　敵ノ初期来攻兵力十五師団、船艇一,五〇〇隻ノ半数七五〇隻ヲ地上決戦生起前即チ約十日間ニ撃沈スル為」、7月15日までに特攻機3,000機（実動2,500機）を用意して400隻以上を撃沈、日本陸軍も同様に航空特攻で400隻以上を撃沈、さらに水上特攻部隊も輸送船団を襲撃するとされる。

## 海上挺進部隊の発足
前述のように、日本本土決戦と海軍総特攻化の流れにおいて1945年（昭和20年）5月20日、連合艦隊は第三十一戦隊・秋月型駆逐艦「夏月」、軽巡洋艦「北上」と峯風型駆逐艦「波風」をもって海上挺進部隊 (KTB)を編成した。
第三十一戦隊司令官の鶴岡信道少将が、海上挺進部隊司令官を兼務した。主任務は邀撃奇襲作戦と輸送作戦であった（GB電令作第41号）。
また第十一水雷戦隊の一部艦艇は訓練部隊に部署され、舞鶴方面に配備されることになった（GB電令作第43号）。
第三十一戦隊には第17駆逐隊が所属しているが、海軍砲術学校の練習艦任務のため舞鶴鎮守府部隊に編入されており、海上挺進部隊の編成には加わっていない。
また第三十一戦隊所属の第41駆逐隊（冬月、宵月、夏月）は、5月25日より第七艦隊を基幹とする対馬海峡防衛部隊に増勢された。
このうち「宵月」は6月16日に海上挺進部隊に復帰した。
7月1日、第十一水雷戦隊司令官は高間完少将から松本毅少将に交代した。
この頃になると日本の燃料事情はさらに悪化、新造駆逐艦の就役訓練すらできなくなった。大本営海軍部は7月15日付で第十一水雷戦隊を解隊し、同所属の第53駆逐隊も解隊する。
十一水戦旗艦だった軽巡洋艦「酒匂」と麾下の松型駆逐艦は予備艦や特殊警備艦となり、各軍港で浮砲台となった。海上挺進部隊も燃料事情のため行動できず、瀬戸内海の呉軍港近海に偽装を施した状態で係留されていた。
7月19日と24日の呉軍港空襲で、内海西部所在の「北上」をはじめ各艦とも被害をうける。
7月30日、小沢連合艦隊司令長官は呉鎮守府司令長官に対し、第二特攻戦隊司令官に回天特攻隊の編成を下令した。回天は25基が準備され、決号作戦警戒下令発令をもって海上挺進部隊に編入されることとした（GF電令作第143号）。

## 戦術
決号作戦時の攻撃方法は、母艦搭載した人間魚雷回天を発射することを第一義とした。回天発射後、搭載母艦自らも砲雷撃を加えることとされていた。作戦要領としては主として夜戦によるものとし、内海西部の祝島を中心とする行動半径180海里圏以内とされた。
海上挺進部隊で最大の艦は、球磨型軽巡洋艦「北上」であった。重雷装艦2隻（北上、大井）で編成されていた第九戦隊は、戦局の変化により1942年（昭和17年）11月20日付で解隊され、2隻は魚雷の一部を撤去し高速輸送艦として運用されていた。このうち「北上」は1944年（昭和19年）1月27日に潜水艦の雷撃で大破した。
同年8月中旬に内地帰投後、佐世保海軍工廠で回天搭載母艦に改造された。速力は大幅に低下したが、対空火器を増設した。また水上機母艦「千歳」から撤去されたデリックを移載して揚搭能力を強化した。1945年（昭和20年）1月下旬に改装工事を終えて連合艦隊付属となり、内海西部で回天訓練母艦として用いられていた。母艦としての「北上」は回天を8基搭載可能であった。
海上挺進部隊の駆逐艦は、比較的大柄な秋月型駆逐艦と、やや小型の松型駆逐艦と峯風型駆逐艦で構成されており、各駆逐艦は回天を1 - 2基搭載した。できるだけ来攻敵部隊に近接して回天を発進させたのち、上記の通り挺進部隊は主として敵輸送船団に砲雷撃を加えることとされた。
作戦要綱をまとめると以下の通りとなる。
1. 内海西部伊予灘北部の島嶼岬角を利用し完全遮蔽する。
2. 主として夜間行動をもって到達し、かつ夜戦を遂行し得る限界以内の上陸点に対し、敵入泊後航空部隊の攻撃に策応して作戦するものとし、内海西部祝島を中心とする行動半径180海里以内と予定する。
3. 各駆逐艦は回天1 - 2基搭載[注 12]、「北上」は8基搭載し、交戦前に極力来攻部隊に接近して回天を発射した後、挺進部隊は主として敵輸送船団を求め、夜戦によって決戦を挑む。
4. 使用燃料は兵力の1.5撃分として約3,500 tを呉方面に確保する。
5. 駆逐艦の回天発進速力は20ノット以上とする。
6. 搭乗員は着水後35秒にて発動する。
7. 発動後、回天は速やかに変針し、発進した駆逐艦の針路から離れること。

## 編成

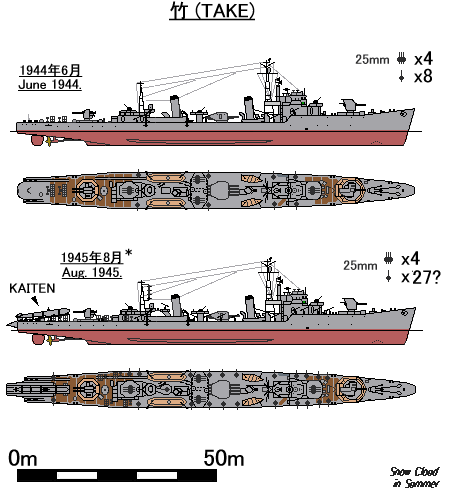
松型駆逐艦竹の回天搭載例(下の図)。この場合の搭載数は一基だが、軽巡北上は、両側にそれぞれ四基ずつ、合計八基の回天を搭載した。

1945年（昭和20年）5月20日に行われた最初の編成
海上挺進部隊
指揮官：第31戦隊司令官 鶴岡信道少将
- 第31戦隊
  - 旗艦：駆逐艦花月
  - 第41駆逐隊：冬月（5月25日より対馬海峡防備部隊に編入）[44]・宵月[42]・涼月[注 13]
  - 第43駆逐隊：竹・槇・榧・桐・蔦・椎
  - 第52駆逐隊：杉・樫・楓・楡・梨・萩
- 直属：駆逐艦夏月（5月25日付で第41駆逐隊編入）[39]
軽巡洋艦北上（回天母艦。戦隊中最大の艦）[70]
駆逐艦波風（北上の随伴艦）[70]

訓練部隊
- 指揮官：第11水雷戦隊司令官[38]高間完少将[71]
  - 旗艦：軽巡洋艦酒匂
  - 第53駆逐隊：桜・柳・橘・椿・楢・﨔
  - 駆逐艦柿・菫・楠・雄竹・ 榎・樺

昭和20年7月15日の最終的な編成
指揮官：第31戦隊司令官
- 第31戦隊
  - 旗艦：花月
  - 第41駆逐隊：冬月・宵月[注 14]・夏月
  - 第43駆逐隊：榧・竹・槇・桐・蔦・椎
  - 第52駆逐隊：杉・樫・楓・梨・萩・樺[注 15]
- 軽巡洋艦：北上
- 駆逐艦：波風

### 注
1. ↑  本隊から独立して行動し、あらゆる手段を講じて本隊の作戦を有利にするよう行動する部隊を「挺進隊」と呼称した[2]。また特別任務により本隊から離れ独立して行動する別働隊を「挺進隊」と呼称することがあった[2]。
2. ↑  軍隊区分とは[5]、作戦上の必要に応じ隷属の建制部隊に関係なく集めた兵力や部隊を一時的に区分・編組すること[6]。
3. ↑  連合艦隊司令長官：豊田副武大将、参謀長：草鹿龍之介中将、先任参謀：神重徳大佐、航空参謀：淵田美津雄大佐など。
4. ↑  第7駆逐隊（潮、響）、第17駆逐隊（雪風、初霜）[22]、第41駆逐隊（冬月、涼月）。
5. ↑  「夏月」は4月8日に竣工したばかりで[37]、訓練部隊（十一水戦司令官）に編入され訓練をおこなっていた[38]。海上挺進部隊新編から間もない5月25日付で第41駆逐隊に編入された[39]。
6. ↑  第17駆逐隊が作戦を実施する場合、訓練部隊指揮官（十一水戦司令官）及び第三十一戦隊司令官の指示をうける事になった[41]。
7. ↑  1945年（昭和20年）5月20日、第41駆逐隊に編入される[42]。
8. ↑  前述のように訓練部隊に所属していたが[38]、1945年（昭和20年）5月25日付で第41駆逐隊に編入される[39]。
9. ↑  第七艦隊は1945年（昭和20年）4月10日に新編された[45][46]。第七艦隊司令長官は岸福治中将で[47]、第一護衛艦隊司令長官を兼務した[48]。
10. ↑  実際の交替は7月10日におこなわれた[51][52]。
11. ↑  姉妹艦「大井」は1944年（昭和19年）7月19日に潜水艦に撃沈され[65]、内地に帰投しなかった。
12. ↑  『戦史叢書93巻』398ページでは「各駆逐艦は回天一～二基、花月は八基を搭載」と記述する[9]。
13. ↑  坊ノ岬沖海戦で大破し、佐世保海軍工廠で修理をおこなった。1945年（昭和20年）7月5日、第41駆逐隊より削除される[69]。
14. ↑  『戦史叢書93巻』397ページの海上挺進部隊編制表では「宵月」を第43駆逐隊所属とする[11]。だが「宵月」は昭和20年内令447號で第41駆逐隊に編入されている[42][72]。
15. ↑  6月22日の対空戦闘で「楡」が機関部に損傷を受け[73]、7月15日の改定で第52駆逐隊より削除、かわりに「樺」が編入された[56]。